# Гаплогруппа U7a (мтДНК)
Гаплогруппа U7a — гаплогруппа митохондриальной ДНК человека.

## Субклады
- U7a1 C16167T
- U7a10 T4733C
- U7a11 C571A
- U7a12 T11353C
- U7a13 A12373G
- U7a14 T9854C
- U7a15 C7813T
- U7a16 C4599T
- U7a2 T4502C
- U7a3 G12618A
- U7a4 T146C! . T16126C
- U7a5 G9300A . A13966G . C14245T . G14869C . C16291T . T16304C
- U7a6 A12507G
- U7a7 C2378A
- U7a8 G16000C
- U7a9 C8947T

## Палеогенетика

### Неолит
- I7527 / GANJ_25_M — Ганджи-Даре, Иран — 8200–7700 BCE — Ж — U7a.[1]

### Халколит
Годин Тепе
- I1665 / SG19 — Сех Габи, Иран — 3956–3796 calBCE — Ж — U7a.[2][1]

Гёксюр — Туркменистан
- I8524 / MOS319 — Geoksyur 1, 1963, Skull N124, IE-10-14 — 3500–2800 BCE — М — J1a2a (ZS6592) : U7a.[1]
- I8502 / MOS291 — Geoksyur 1, 1963, Tolos "Ц (ts)", N144, IE-10-27 — 3309–2923 calBCE — Ж — U7a.[1]

### Бронзовый век
БМАК
- I10411 — Gonur skull 3250, UfaNov17-055 — Гонур-Депе, Туркменистан — 2300–2200 BCE — М — J2a2a (P279): U7a.[1]
- I11026 — UZ-BST-008, Site 7, Grave 84 (2), 58-20, — Бустан, Узбекистан — 1600–1300 BCE — Ж — U7a.[1]

### Железный век
Гандхарская культура — Сват (Пакистан)
- I10000 — Loebanr, grave 108, individual 1 — 1000–800 BCE — М — L1a2 (L1307) : U7a.[1]
- I12445 — Katelai, grave 236, single burial, 582 — 1000–800 BCE — М — L1a (BY198125) : U7a.[1]
- I8190 — Udegram, grave 28, individual 2 — 992–830 calBCE — Ж — U7a.[1]

## Публикации
2016
- Lazaridis, I., Nadel, D., Rollefson, G. et al. Genomic insights into the origin of farming in the ancient Near East. Nature (25 июля 2016). doi:10.1038/nature19310.

2019
- Narasimhan V., Patterson N., Moorjani P. et al. The formation of human populations in South and Central Asia. Science (6 сентября 2019). Архивировано 31 марта 2018 года.